# لهبان (اسم)
لهبان هو اسم علم مذكر من أصل عربي، ومعناه هو الشديد العطش المتحرق المتشوق.

## وصلات خارجية
- موسوعة السلطان قابوس لأسماء العرب نسخة محفوظة 5 أبريل 2019 على موقع واي باك مشين.